# Notesthes robusta
Notesthes robusta är en fiskart som först beskrevs av Günther, 1860.  Notesthes robusta ingår i släktet Notesthes och familjen Tetrarogidae. Inga underarter finns listade i Catalogue of Life.